# Services répressifs de Hong Kong
Les Services répressifs (chinois traditionnel : 紀律部隊 ; anglais : Disciplined Services) font partie des agents publics de Hong Kong (zh). Ils sont constitués par:
- La police de Hong Kong (y compris les Forces de la police auxiliaire du Hong Kong (zh)) ;
- Le Département de l'immigration ;
- La Douane du Hong Kong (zh) ;
- Les pompiers du Hong Kong (zh) (y compris les ambulanciers) ;
- Les services correctionnels (zh);
- L'Aviation gouvernementale ;
- Le Service de l'aide aux populations civiles (zh) ;
- Le Service auxiliaire de l'assistance médicale (zh).

Ces huit services répressifs sont sous le commandement du Bureau du sécurité (zh).